# Jean de La Clite
Jean de La Clite, Jean de la Clyte, Jean de La Clytte, Jean de la Clitte ou encore Jean de Commines  (en néerl. Jan van der Clyte; - Comines, 13 septembre 1443) était seigneur de Comines dans le département du Nord de France et seigneur du Comines-Warneton en Belgique dans la province du Hainaut, stathouder de Flandre et membre fondateur de l'Ordre de la Toison d'or.

## Biographie

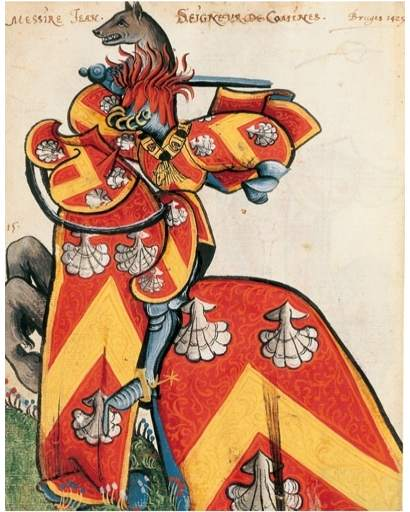
Jean de La Clite dans l' Le grand armorial équestre de la Toison d'or. Manuscrit BNF Arsenal 4790.

Jean, qui hérita de la propriété de ses parents, en particulier de la seigneurie flamande de Comines en 1404, opta pour une carrière militaire. En 1409, il sert dans les troupes flamandes à Paris. En 1415, il participe à la bataille d'Azincourt, est ensuite emprisonné à Ruisseauville et finalement libéré contre paiement d'une rançon. En 1417, il se retrouva dans la suite de Jean sans Peur lors de sa campagne contre Paris.
Après le meurtre de Jean sans Peur (1419), il resta au service de son fils et successeur Philippe le Bon; il participe au siège de Crépy (1419/1420) et à la bataille de Mons-en-Vimeu (1421). En 1424, il fut nommé bailli souverain du comté de Flandre, en cette qualité il participa aux sièges de Zevenbergen (1426/27) et de Cassel. Le 10 janvier 1430, il devient l'un des membres fondateurs de l'Ordre de la Toison d'or (diplôme n°9), et cette même année, il participe à la bataille de Compiègne, au cours de laquelle Jeanne d'Arc tombe entre les mains des Bourguignons.
En 1435, il fut accusé d'avoir participé au meurtre de Jacques II de Bourbon-Préaux à Plaisance en 1429, et passa le reste de sa vie à tout faire pour se disculper de cette accusation. Comme Philippe le Bon ne le prive pas de sa considération, il combat en 1436 au siège de Calais et en 1440 à l'écrasement des habitants de Bruges.
Jean de La Clite décède le 13 septembre 1443 et fut inhumé dans l'église de Comines. Sa tombe a été redécouverte parmi les ruines de l'église détruite pendant la Première Guerre mondiale.

## Famille
Jean de La Clite était le fils de Colard Ier de La Clite et de Jeanne de Waziers, dame de Comines et veuve d’Oliver d’Halewijn (Halluin). Colard de La Clite avait déjà occupé de hautes fonctions administratives sous le comte Louis II de Flandre, également connu sous le nom de Louis de Male (1346-1384), et a réussi à maintenir sa position lorsque le duc bourguignon Philippe le Hardi a repris l'administration des Flandres en tant que gendre de Louis. Jean devint son conseiller et son chambellan.
Le frère de Jean, Colard II de La Clite, était le père du diplomate et écrivain Philippe de Commynes (1447-1511).
Sa sœur, Marguerite (†1444), fut mariée à Roland d'Uytkercke.
Jean épousa Jeanne de Gistel (- 9 octobre 1431), fille de Jean VI de Gistel (-1417), capitaine général des Flandres, et Jeanne de Châtillon (- peu après 1417). De ce mariage est né Jean II de La Clite, qui a épousé Jeanne d'Estouteville, dame de Beaumont; leur fille était Jeanne de La Clite (-1512), dame de Comines, vicomtesse de Nieuport; qui a épousé Jean Halluin (Halewijn), seigneur d'Halluin, vicomte de Roulers - leurs descendants comprennent les ducs d'Aerschot de la maison de Croÿ.
Jean s'est remarié en 1433 à Jeanne de Preure, veuve de Jean, seigneur de Nevele et Fosseux. Jeanne a survécu à son mari et a été mentionnée pour la dernière fois dans les sources en 1449.

## Sources
- J.-B. Maurice, Le blason des armoiries de tous les chevaliers de l'ordre de la Toison d'or depuis la première institution jusques à present, La Haye - Bruxelles, 1667, p. 10.
- R. de Smedt (ed.), Les chevaliers de l’ordre de la Toison d’or au XVe siècle. Notices bio-bibliographiques (Kieler Werkstücke, D 3), Frankfort, 2000, pp. 17-21, n°8.  (ISBN 3631360177)